# みはし型巡視船
みはし型巡視船（みはしがたじゅんしせん、英語: Mihashi-class patrol vessel）は、海上保安庁の巡視船の船級。区分上はPS型、公称船型は180トン型。ネームシップが配置替えに伴って改名したことから、クラス名もみはし型→あきよし型→しんざん型と変遷してきたことにより、これらの型式で呼ばれることもある。

## 来歴
海上保安庁では、昭和52年から57年度にかけて30メートル型PC 23隻を整備した。これは対馬・根室海峡など領海警備業務への投入を想定して、比較的大型の巡視艇でありながら30ノットという高速を発揮できた。同型の運用実績は極めて良好であり、高速艇の船型を拡大していくことで、外洋での運用に充分耐えうる巡視船も設計しうる見込みがついた。
当時、海上での犯罪船舶は外洋化・高速化が進んでおり、摘発が困難になりつつあった。また1985年に発生した日向灘不審船事件では、40時間に渡って不審船を追跡したものの捕捉できずに逃走を許すこととなった。外洋を高速航行可能で航続距離が長く、堪航性・操船性の良好な船が強く求められるようになったことから、対馬海峡から日本海に至る警備救難業務に従事する高速巡視船として整備されることとなったのが本型である。

## 船体
堪航性改善のためには船体長の延長が最も効果的とされたことから、幅は最低限の復原性能を確保できる程度に絞って、できるだけL/B比の大きな船型が採用されることになった。計画段階では全長46メートル、幅7.5メートルと策定されたが、諸般事情により、本型では全長43メートルと僅かに短縮されることになった。また船型としては、30メートル型PCではV型高速艇の船型が採用されていたが、本型では、波浪衝撃の緩和を狙って、船首部については乾舷を大きく取ってフレアを小さくした丸型高速艇の船型を組み合わせて、他の部分はV型高速艇の船型としており、ハイブリッド型と称される。軽量化のため、船質は30メートル型PCと同じくアルミニウム合金製とされ、また構造方式は溶接構造を広範に導入している。これらの設計手法は、以後に建造された高速型巡視船艇の設計における雛形となった。
30メートル型PCの運用実績より、外洋の長時間航走にあたっては、乗員の身体的耐力が最大の制約条件であると考えられたことから、新しい高速巡視船では、乗員への身体的負担軽減が重要であった。このことから、波浪衝撃や動揺を軽減するために操舵室を船体中央に配置するとともに、全乗員分の衝撃吸収用ダンパー付き椅子を配置した。これらの施策により、波浪中の航行性能は、予想を大きく上回るものとなった。しかし機関室の吸気口などは従来の設計思想であったことから、船体の性能いっぱいの海況で航行すると多くの飛沫が機関室に飛び込むこととなり、「機関室で傘をさして歩く」と揶揄された。
なお工作船事案への対応が想定されたことから、操舵室については防弾性の向上が図られており、防弾板取付枠が設けられたほか、窓も通常の強化ガラスではなく防弾ガラスとされていた。九州南西海域工作船事件ではこれが奏功し、強行接舷を試みた「きりしま」は至近距離から操舵室を銃撃されたにもかかわらず、操舵室内への貫通弾はなかった。しかし主船体はアルミニウム合金製であったために弾丸が貫通してしまい、「いなさ」では主機関の冷却系に被弾して、右舷機が使用不能となっている。

## 機関
本型では、上記のように高速力発揮が求められたものの、一方で、巡視船としては、被救助船への接近などの際に低速時の運動性能も求められるという、二律背反の操船性能が求められた。ネームシップの主機関は、アイドル回転数が定格回転数のおよそ半分であり、従来通りの固定ピッチ・プロペラを推進器とすると最低速度が15ノットを大きく上回ってしまうことから、低速運動性に大きな問題が生じると思われた。30メートル型PCでは主機とプロペラを結ぶクラッチを半クラッチ状態とするスリップ運転装置を搭載していたものの、当時の技術では信頼性が不十分であり、実際にはほとんど使われていなかった。解決策として、本型では、巡視船として初めてウォータージェット推進器が採用されることになったが、信頼性の点で確証を得なかったことから、高速航行時の推力の大部分は使い慣れたスクリュープロペラで確保して、ウォータージェット推進器は補助的な利用とし、また推力についてもカタログスペックより1トン程度安全側にみて設計することとされた。
このような経緯から、主機関としては4サイクル高速ディーゼルエンジンを3基搭載しており、単機出力3,500馬力の両舷機でスクリュープロペラ各1軸（両舷 計2軸）を、単機出力2,400馬力の中央機で低速用ウォータージェット推進器1基を駆動する。機種としては、軽量大出力という条件で、国産機（三菱重工業製）と欧州機（SEMT ピルスティク製; 富士ディーゼルによりライセンス生産）の2パターンの構成が選定された。国産機としては、両舷機として直列12気筒型のS12U-MTK、中央機として直列8気筒型のS8U-MTKが用いられる。欧州機としては、両舷機としてV型16気筒型の16PA4V-200VGA、中央機としてV型12気筒型の12PA4V-200VGAが用いられる。なお実際には、ウォータージェット推進器はほぼカタログスペック通りの性能を発揮していた。

## 装備
兵装としては、当初は機側操作の13ミリ単装機銃（ブローニングM2重機関銃）1基を搭載していたが、竣工後、赤外線捜索監視装置との連接によって目標追尾型遠隔操縦機能（RFS）を備えたJM61-RFS 20mm多銃身機銃に換装された。
九州南西海域工作船事件では、「いなさ」と「きりしま」が不審船（のちに北朝鮮工作船と判明）を追尾し、「いなさ」が威嚇射撃を実施した。その後、「きりしま」が強行接舷を試みたところ、両船は工作船からの銃撃を受けたため、「いなさ」が正当防衛射撃を行い、工作船は自爆し沈没した。これらの射撃の際にはJM61-RFSが使用されている。

## 同型船
本型の建造は4隻で終了し、平成4年度計画以降は、船体長を当初計画どおりの46メートルに延長して連続行動時間の延長を図ったびざん型に移行した。4番船の「きりしま」も就役から30年経過しており、2019年より代替が始まった。2022年11月の4番船「きりしま」の解役をもって全船退役となった。
| 計画年度   | #     | 船名                         | 建造所              | 起工            | 進水            | 竣工            | 所属                                                                      | 退役            |
| ---------- | ----- | ---------------------------- | ------------------- | --------------- | --------------- | --------------- | ------------------------------------------------------------------------- | --------------- |
| 昭和62年度 | PS-01 | みはし → あきよし → しんざん | 三菱重工業 下関工場 | 1987年 12月16日 | 1988年 6月18日  | 1988年 9月9日   | 浜田（第八管区） → 徳山（第六管区） → 新潟（第九管区） → 秋田（第二管区） | 2019年 1月28日  |
| 昭和63年度 | PS-02 | さろま                       | 日立造船 神奈川工場 | 1988年 12月12日 | 1989年 6月28日  | 1989年 11月24日 | 根室（第一管区）                                                          | 2022年 9月26日  |
| 昭和63年度 | PS-03 | いなさ                       | 三菱重工業 下関工場 | 1989年 5月18日  | 1989年 10月20日 | 1990年 1月31日  | 長崎（第七管区） → 唐津（第七管区）                                       | 2020年 6月19日  |
| 平成元年度 | PS-04 | きりしま                     | 日立造船 神奈川工場 | 1989年 5月10日  | 1990年 1月18日  | 1991年 3月22日  | 串木野（第十管区） → 宮崎（第十管区） → 日向（第十管区）                  | 2022年 11月25日 |

## 登場作品

### 映画
『LIMIT OF LOVE 海猿』
「きりしま」が登場。鹿児島港沖でカーフェリーが座礁する海難事故が発生したことを受け、現場海域に急行し救助活動を行う。

### 小説
『日本国召喚』
第1巻に「いなさ」が登場。異世界の1国であるフェン王国と国交を開設するため同国へ派遣される外交官の送迎を行うが、フェン王国の首都アマノキの港に停泊していた最中、同国に襲来したパーパルディア皇国監察軍東洋艦隊所属のワイバーンから攻撃を受ける。
巡視船が送迎を行なっている理由は、湾内の水深が浅いなど、海上自衛隊の艦船が入港できるほどの港湾施設が整備されていないからと説明されている。